# Sokileț, Buceaci
Sokileț (în ucraineană Сокілець) este un sat în comuna Mîkolaiivka din raionul Buceaci, regiunea Ternopil, Ucraina.

## Demografie
Componența lingvistică a localității Sokileț
     Ucraineană (99,64%)
     Alte limbi (0,36%)
Conform recensământului din 2001, majoritatea populației localității Sokileț era vorbitoare de ucraineană (99,64%), existând în minoritate și vorbitori de alte limbi.